# Prosontes phalattes
Genre
Espèce
Prosontes phalattes, unique représentant du genre Prosontes, est une espèce d'opilions laniatores de la famille des Cosmetidae.

## Distribution
Cette espèce est endémique du Colima au Mexique. Elle se rencontre vers Colima.

## Description
Le mâle holotype mesure 3,7 mm et la femelle paratype 3,9 mm.

## Publication originale
- Goodnight & Goodnight, 1945 : « Additional Phalangida from Mexico. » American Museum Novitates, no 1281, p. 1–17 (texte intégral).